# 曾我廼家十郎

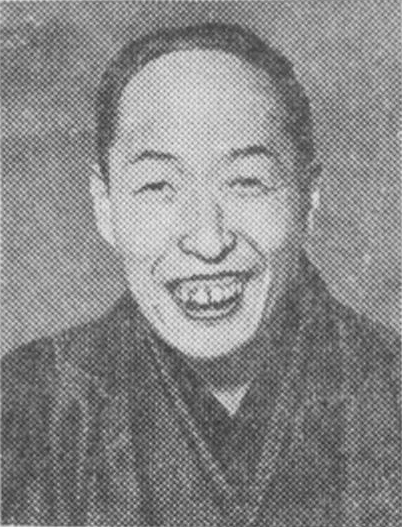
曾我廼家十郎

曾我廼家 十郎（そがのや じゅうろう、1869年6月6日〈明治2年4月26日〉 - 1925年〈大正14年〉12月4日）は日本の俳優、劇作家。本名は大松福松。劇作家としては和老亭当郎と名乗った。

## 生涯
伊勢国松阪出身。家業は合羽、煙草の販売だった。
1900年（明治33年）、3代目中村歌六の弟子となり中村時代（）を名乗る。歌舞伎の下積み役者として活動するなかで中村珊之助と出会い、2人で喜劇に舵をとる。曾我兄弟にあやかり、年上の時代が曾我廼家十郎、珊之助が曾我廼家五郎を名乗る。1904年（明治37年）2月、道頓堀「浪花座」にて狂言『無筆の号外』を上演して人気を得る。この際、時期が日露戦争の開戦と重なって十郎は尻込みしたが、五郎の牽引で興行した。
座頭は五郎が務めていたが、事情を知らない観客は曾我兄弟に由来する名前から十郎を兄貴分として立てたため、2人の関係に溝が生じた。1914年（大正3年）に五郎と別れて一座「十郎劇」を結成し人気を得るも、慢性腎臓病に悩む。
1925年（大正14年）、東京・有楽座の舞台で倒れ、同年12月に大阪の自宅で死去。墓所は松阪市の清光寺にある。

## 関連書籍

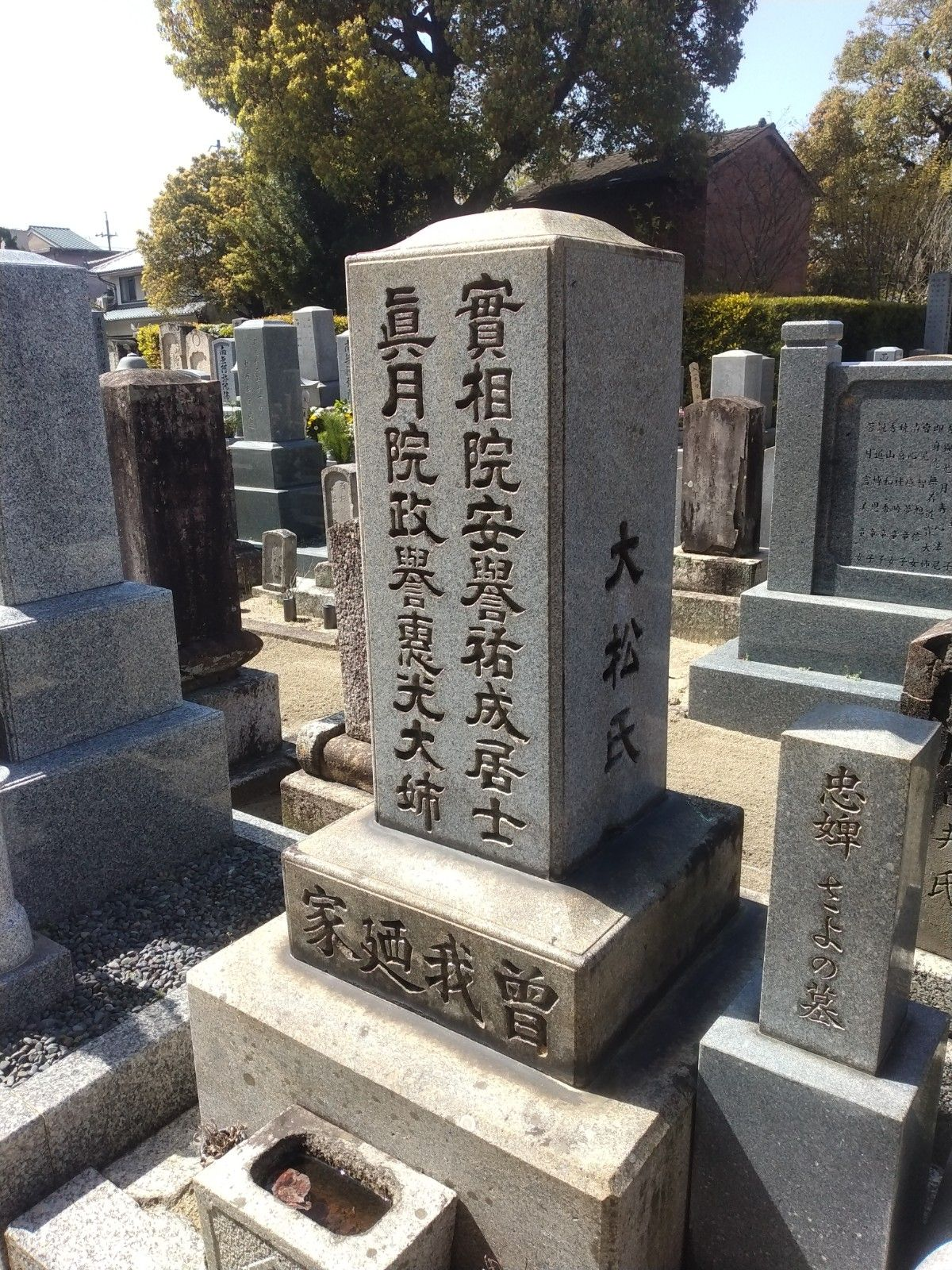
墓所（松阪市清光寺）

- 渋谷天外『わが喜劇』
- 桜井祐吉『松阪文芸史』
- 『三重県紳士録』
- 春陽堂版『日本戯曲全集』(現代篇3輯)